# DAF 77

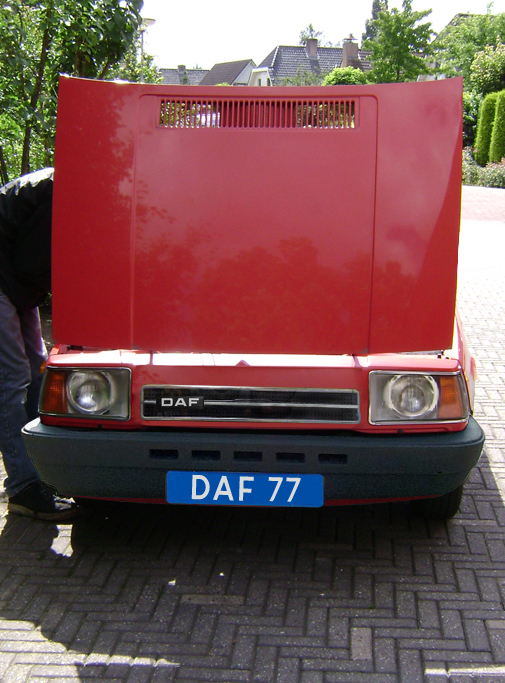
DAF 77 Prototyp

Der DAF 77 war ein Prototyp einer Kombilimousine von DAF, der als Nachfolger des DAF 66 unter dem internen Namen Project P900 ab 1970 entwickelt wurde. Es ging aber nie in Serienproduktion, da Volvo Personvagnar 1975 die PKW-Sparte von DAF übernahm, um zukünftig auch in der Kleinwagen- und Kompaktklasse vertreten zu sein.

## Entwicklungsgeschichte
Da DAF Kapital von außen sowie einen Zulieferer für den geplanten 1,4-Liter-Vierzylinder-Motor für das Modell benötigte, begannen Sondierungsgespräche mit anderen Automobilherstellern, darunter BMW, die jedoch allesamt fehlschlugen.
Renault beabsichtigte den 1,3-Liter-Benzinmotor, der bereits im DAF 66 eingebaut wurde, weiterzuentwickeln, worauf Volvo Anfang 1973 ein Drittel der Pkw-Sparte von DAF übernahm. Volvo hatte seit dem Produktionsende des Volvo Amazon im Jahre 1970 mit dem Volvo 140 und Volvo 164 nur noch größere und teurere Modelle im Programm. Geplant war vorerst, von zukünftigen DAF-Pkw Badge-Engineering-Modelle herzustellen und so beteiligte sich Volvo bereits in der Entwicklungsphase des Project P900. Dies geschah insbesondere beim Karosseriebau und bei der Sicherheitsausstattung. Die anhaltende finanzielle Schieflage, vor allem nach dem Ölpreisschock im Jahr 1973, bewog DAF, sich komplett aus der Herstellung von Pkw zurückzuziehen.

## Übernahme als Volvo
Volvo übernahm Mitte 1975 die gesamte PKW-Sparte von DAF, wodurch der DAF 66 zum Volvo 66 wurde. Der kurz vor der Marktreife stehende, nunmehr DAF 77 genannte PKW wurde von Volvo weiterentwickelt und 1976 als Volvo 343 auf den Markt gebracht. Der nun zu einem der kleinsten Volvo-Modelle mutierte größte DAF stand aber in der Tradition der Marke DAF, was sich auch an den technischen Ähnlichkeiten zum DAF 66 zeigte: dem Variomatic-Getriebe an der Hinterachse (in Transaxle-Bauweise) und den Motoren von Renault. Gegenüber dem DAF 77 hatte der Volvo 343 einen neu gestalteten Innenraum, andere Felgen und dickere Stoßstangen.
Bis 1991 wurde das Project P900 schließlich als Volvo gebaut und war das letzte Modell mit der zuletzt noch gegen Aufpreis erhältlichen DAF-Variomatic.